# Trimusculus semicorneus
Trimusculus semicorneus is een slakkensoort uit de familie van de Ellobiidae. De wetenschappelijke naam van de soort is voor het eerst geldig gepubliceerd in 1908 door Preston.